# 서울마리나
서울마리나는 서울시 영등포구 여의서로 160 (구주소 서울시 영등포구 여의도동 81-8)에 위치한 요트 계류장으로 정식 명칭은 서울마리나 클럽&요트이다.
과거 명칭은 여의도 시민나루였으며, 서울에서 유일하게 유상 요트 탑승이 가능한 복합 레져 시설로서, 직접 요트를 보유하고 유상운송을 하는 마리나 시설로는 국내 최대규모이다. 요트 계류공간은 총 90선석이며 수상 계류장 60선석과 육상 계류장 30선석을 갖추고 있어 개인 요트를 정박할 수 도 있다. 요트외에 제트스키 등의 수상 레져기구 또한 정박, 보관이 가능하다. 클럽하우스에서는 상설 레스토랑과 각종 연회가 가능한 컨벤션 센터가 운영되고 있다. 현재 서울마리나 운영법인은 (주)서울마리나리조트이며 서울마리나 부동산을 소유한 (주)마린포레스트서울을 자회사로 두고있다. 공식 홈페이지가 https://www.seoulmarina.club 으로 변경되었다.
1. 시설 현황
  1. 위 치 : 서울특별시 영등포구 여의도동 81번지(천) 일대
  2. 부지 : 24,100m2(수상 14,600m2, 육상 9,500m2)
  3. 시설규모
    1. 계류시설 : 육상 요트 30척 내외 수상 요트 60척 내외
    2. 클럽하우스 : 4개층 연면적 ⇒ 2,419m2
    3. 별관 라운지 : 2개층, 웨이크서핑장 및 요트 이용객 라운지로 이용
    4. 주차장 : 150대 동시 주차 가능

  4. 요트마리나
    1. 한강에서 유일한 마리나 : '마리나'는 레저용 요트 등의 선박을 위한 항구. 정박지, 방파제, 계류시설, 선양 (船揚)시설, 육상 보관시설 등의 편리를 제공하는 시설뿐 아니라 이용자에게 편리를 제공하기 위한 클럽하우스, 주차장, 위락 시설과 녹지공간 등을 포함한 넓은 의미의 항만을 말한다. 서울마리나는 진정한 의미의 마리나로서 서울에서 유일하게 마리나에 필요한 모든 시설을 갖추고 있는 정통 마리나이다.
    2. 요트투어 : 서울마리나에서는 다양한 테마의 요트 투어가 가능하다.2인 커플에서부터 50명 이상의 단체 요트 파티까지 다양한 크기의 요트 이용이 가능하며 모두 단독 탑승 운항이어서 프라이빗 한 요팅을 즐길 수 있다.  최근 코로나 유행의 영향으로 야외, 외부에서 즐길 수 있으면서 다른 외부인과 사회적 거리 두기가 가능한 레저활동으로 각광을 받고 있으며 또한 단체 방문객의 경우 12인승, 24인승 요트와 55인승 요트 등을 임대하여 요트 안에서 식사와 함께 연회를 즐길 수 있는데, 최근 직장의 회식 문화가 술집이 아닌 레져, 문화를 겸비한 행사 문화로 바뀌면서 많은 인기를 끌고 있다. 요트소개 https://www.seoulmarina.club/yacht
    3. 요트파티 : 서울마리나에서는 다양한 선상 파티를 즐길 수 있다. 2인 커플 만찬에서부터 6~8명의 소규모 파티, 20인 이상의 만찬 파티 등이 요트에서 가능하다. 파티 관련된 케이터링을 미리 주문할 수 있으며 고성능 음향시설 등이 요트에 갖춰져 있어 즐거운 파티가 가능하다. 회사의 부서 회식, 단체 모임, 연인 데이트, 생일파티, 가족 모임(회갑연 등), 각종 행사 뒷풀이 등에 적합하다.
    4. 개인요트 계류 : 개인요트 소유자가 서울마리나에 요트를 정박 할 경우 요트 길이와 톤수에 따른 정박료가 책정되어 있다. 공식홈페이지 https://www.seoulmarina.club 을 참조하면 요트 길이에 따른 정박료를 계산할 수 있다. 개인요트를 한강에서 운항하는 경우 유상 운항이 아닌 이상(돈을 받고 태워주는 영업 행위) 별도의 허가가 필요없다. 요트를 가지고 한강에서 영업을 하기 위해서는 한강사업본부에 유선업 또는 수상레저사업 등록 해야 하며 최근 신설된 마리나선박대어업 등록을 통해 영업을 할 수 있다. 마리나선박대여업  관련법령 : 마리나항만의 조성 및 관리 등에 관한 법률 제28조의2(마리나업의 등록 등) 담당부서 : 해양수산부 인천지방해양수산청 해양수산환경과 | 032-880-6229

  5. 클럽하우스
    1. 클럽하우스 : 서울마리나 클럽하우스는 전면 통유리로 둘러 쌓여 시원한 리버뷰와 시티뷰를 자랑하며, 드넓게 펼쳐진 한강과 요트의 이국적인 경관을 조망함은 물론 국회의사당의 웅장함을 배경으로 각종 세미나, 연회, 런칭 행사 및 콘서트, 전시회 등을 진행할 수 있는 대형 컨벤션 홀과 테라스 그리고 다목적으로 활용이 가능한 라운지를 갖추고 있다.돛을 펼쳐 항해하는 요트를 형상화한 클럽하우스는 낮에는 유려함과 웅장함을 뽐내고 밤에는 각종 조명이 통유리 창과 어우러져 장관을 연출한다.
    2. 클럽하우스 층별안내
      1. 1F : 베이커리카페 / 야외 데크 / 요트 탑승장
      2. 2F : 대형 컨벤션 홀
      3. 3F : 프라이빗 라운지
      4. 4F : 다목적 홀 (Island Hall)

    3. 주요 행사 및 수용인원
      1. 1F : 베이커리카페 250석(야외 포함)
      2. 2F : 200석 대형 컨벤션 홀 / 기업 런칭 행사 및 미디어 컨퍼런스
      3. 3F : 120석 라운지 / 리버뷰 테라스 / 중소규모 기업행사 / 비지니스 모임
      4. 4F : 120석 연회장 / 국회뷰 테라스 / 중소규모 연회 / 영화 드라마 촬영 / 비지니스 모임

  6. 서울마리나 요트아카데미
    1. 요트아카데미 : 서울마리나 요트아카데미는 요트문화의 저변 확대를 위하여 일반인은 물론 주니어를 대상으로 요트의 가장 기조척인 스타트 세일링부터 퍼포먼스 세일링의 각 단계별 딩기(Dinghy)교육과 요트마스터(Yacht Master)단계까지 구성된 크루징 요트교육을 실시하고 있다. 특히 서울마리나 요트아카데미는 영국RS Sailing과 협력하여 RYA교재를 활용하는 우리나라 최고의 프리미엄 요트교육 프로그램으로 교육과정과 더불어 클럽레이스, 요트리게터 등 국내 · 외 다양한 클럽활동과 연계되어 있어 품격있고 세련된 요트 문화와 요트를 배우고 싶은 모든 분들께 다양한 체험의 기회를 제공하고 있다.
    2. 교육대상
      1. 개인 및 단체 (일반인, 청소년, 어린이)
      2. 교욱시간 : 주말, 주중 (09:00~13:00 / 14:00~18:00)
      3. 운영기간 : 3월 ~12월 한강수온 및 기상조건에 따라 변동 가능
      4. 교육인원 : 기수당 주니어 10명, 일반인 10명 선착순(단체인원 협의)
      5. 프로그램 : RS아카데미 세일트레이닝 (Level 1~4) 4일기준 요트교육프로그램